# سرنوشت (فیلم ۱۹۴۲)
«سرنوشت» (انگلیسی: Destiny) یک فیلم است که در سال ۱۹۴۲ منتشر شد.